# ウーンソケット (ロードアイランド州)
ウーンソケット（英: Woonsocket、[ˈwʊnsɒkɪt] WUUN-sawkit）は、アメリカ合衆国ロードアイランド州の北部プロビデンス郡の北端に位置する都市。人口は4万3240人（2020年）で、州内第6位。市の北は直接マサチューセッツ州と接する。
市内にはドラッグストアチェーンのCVSヘルスが本社を置いている。他にはランドマーク医療センター、セントジョン・バプテスト・ユニオン、労働と文化の博物館、アメリカ・フランス系譜協会がある。

## 歴史
17世紀、ロードアイランド北部にヨーロッパ人開拓者が入って来る以前、現在のウーンソケットがある地域には、ニプマク族、ワンパノアグ族、ナラガンセット族というインディアンの3部族が住んでいた。1661年、イングランド人の神学者ロジャー・ウィリアムズが「カウセットとニプマク」からこの地域を購入し、ある文書で現在のウーンソケットを「ニスウォサキット」と呼んでいた。
名前についてその他可能性ある派生形には、隣のマサチューセッツ州から地理的な名前であるニプマクの幾つかの形があった。例えばマサチューセッツ州ウースター郡から「キツネの国」を意味する「ウーンクセチョクセット」、また同じくウースター郡から「川の支流で」を意味する「ワナショワタッカット」があった。別の説では、市の中央にあるブラックストーン川で最大の滝のことを言う「雷の霧」（サンダーミスト）からウーンソケットになったというものだった。さらに別の説では、隣接するノーススミスフィールド町にあるウーンソケットヒルにちなんで名付けられたとしている。
ウーンソケット・フォールズ・ビレッジは1820年代に設立された。その資産は産業革命が近くのポータケット市で根付いた時に大きくなった。ブラックストーン川が豊富な水力を提供し、この地域は繊維工場の中心地となった。ウーンソケットが町になったのは1867年であり、現在の市内にあるカンバーランドすなわちウーンソケットフォールズ、ソーシャル、ジェンクスビルの3つのビレッジが公式に1つの町になった。この時までにフランス系カナダ人が移民してくるようになっていた。
1871年、スミスフィールドにあるハムレット、バーノン、グローブという3つの工業ビレッジが併合され、現在のウーンソケット市領域ができた。ウーンソケットは1888年に市として法人化された。
世界恐慌のとき、繊維工場も閉鎖され、かなりの失業者を出した。この時点で人口の75%がフランス系カナダ人だった。フランス語新聞が発行、販売され、ラジオや映画でもフランス語のものがあった。大衆の会話もフランス語だった。第二次世界大戦のときに、戦争遂行のための繊維生産の中心となり、繊維工場が復活した。戦後、ウーンソケットの経済は、種々の製造業、小売業、技術と金融サービスの混合になっていった。しかし、1980年代初期、市はまた高い失業率を味わった。1980年ウーンソケット人口の70%がフランス系カナダ人だった。
1979年から、ウーンソケットでは毎年コロンブス・デー（10月第2月曜日）の週末に、第二次世界大戦退役兵の記念州立公園で、オータムフェストを開催するようになった。これは市内でも最も人気ある行事になってきた。

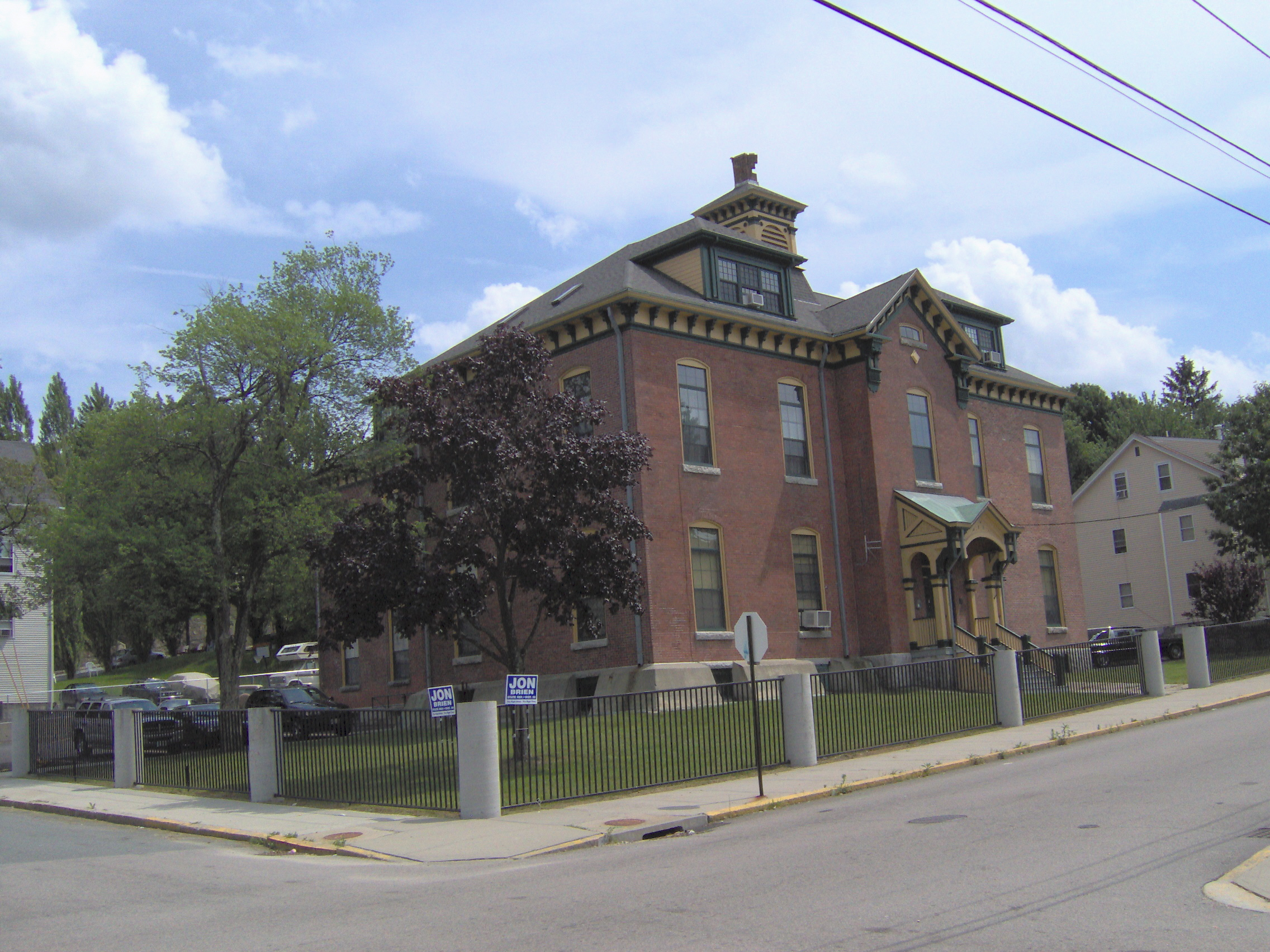
グローブ通り小学校（1876年建設）
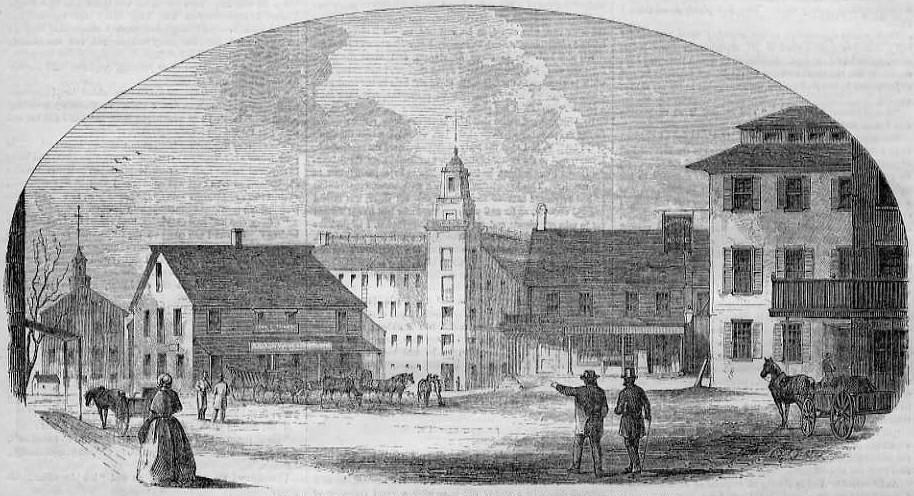
1855年のウーンソケット

## 地理
ウーンソケット市は北緯42度0分6秒 西経71度30分26秒 / 北緯42.00167度 西経71.50722度 (42.001731, −71.507223)に位置している。州都プロビデンス市の北約15マイル (24 km) にある。
アメリカ合衆国国勢調査局に拠れば、市域全面積は8.0平方マイル (21 km2)であり、このうち陸地7.7平方マイル (20 km2)、水域は0.2平方マイル (0.52 km2)で水域率は3.14%である。市内をブラックストーン川が流れている。市の北はマサチューセッツ州ブラックストーン町とベリンガム町、南東はロードアイランド州カンバーランド町、南西はノーススミスフィールドと接している。

## 気候
| ウーンソケットの気候   | ウーンソケットの気候 | ウーンソケットの気候 | ウーンソケットの気候 | ウーンソケットの気候 | ウーンソケットの気候 | ウーンソケットの気候 | ウーンソケットの気候 | ウーンソケットの気候 | ウーンソケットの気候 | ウーンソケットの気候 | ウーンソケットの気候 | ウーンソケットの気候 | ウーンソケットの気候 |
| 月                     | 1月                  | 2月                  | 3月                  | 4月                  | 5月                  | 6月                  | 7月                  | 8月                  | 9月                  | 10月                 | 11月                 | 12月                 | 年                   |
| ---------------------- | -------------------- | -------------------- | -------------------- | -------------------- | -------------------- | -------------------- | -------------------- | -------------------- | -------------------- | -------------------- | -------------------- | -------------------- | -------------------- |
| 平均最高気温 °F （°C） | 37.4 (3)             | 38.5 (3.6)           | 46.9 (8.3)           | 60.6 (15.9)          | 68.6 (20.3)          | 77.3 (25.2)          | 82.7 (28.2)          | 81.6 (27.6)          | 75.3 (24.1)          | 62.7 (17.1)          | 53.4 (11.9)          | 41.0 (5)             | 60.5 (15.8)          |
| 平均最低気温 °F （°C） | 18.9 (−7.3)          | 20.1 (−6.6)          | 27.0 (−2.8)          | 37.6 (3.1)           | 46.8 (8.2)           | 57.5 (14.2)          | 63.0 (17.2)          | 60.9 (16.1)          | 53.4 (11.9)          | 42.1 (5.6)           | 33.5 (0.8)           | 22.3 (−5.4)          | 40.3 (4.6)           |
| 降水量 inch （mm）     | 4.1 (104)            | 3.8 (97)             | 4.7 (119)            | 4.3 (109)            | 3.6 (91)             | 3.5 (89)             | 3.6 (91)             | 3.8 (97)             | 4.0 (102)            | 4.2 (107)            | 4.6 (117)            | 4.6 (117)            | 48.8 (1,240)         |
| 出典：Weatherbase      |                      |                      |                      |                      |                      |                      |                      |                      |                      |                      |                      |                      |                      |

## 人口動態

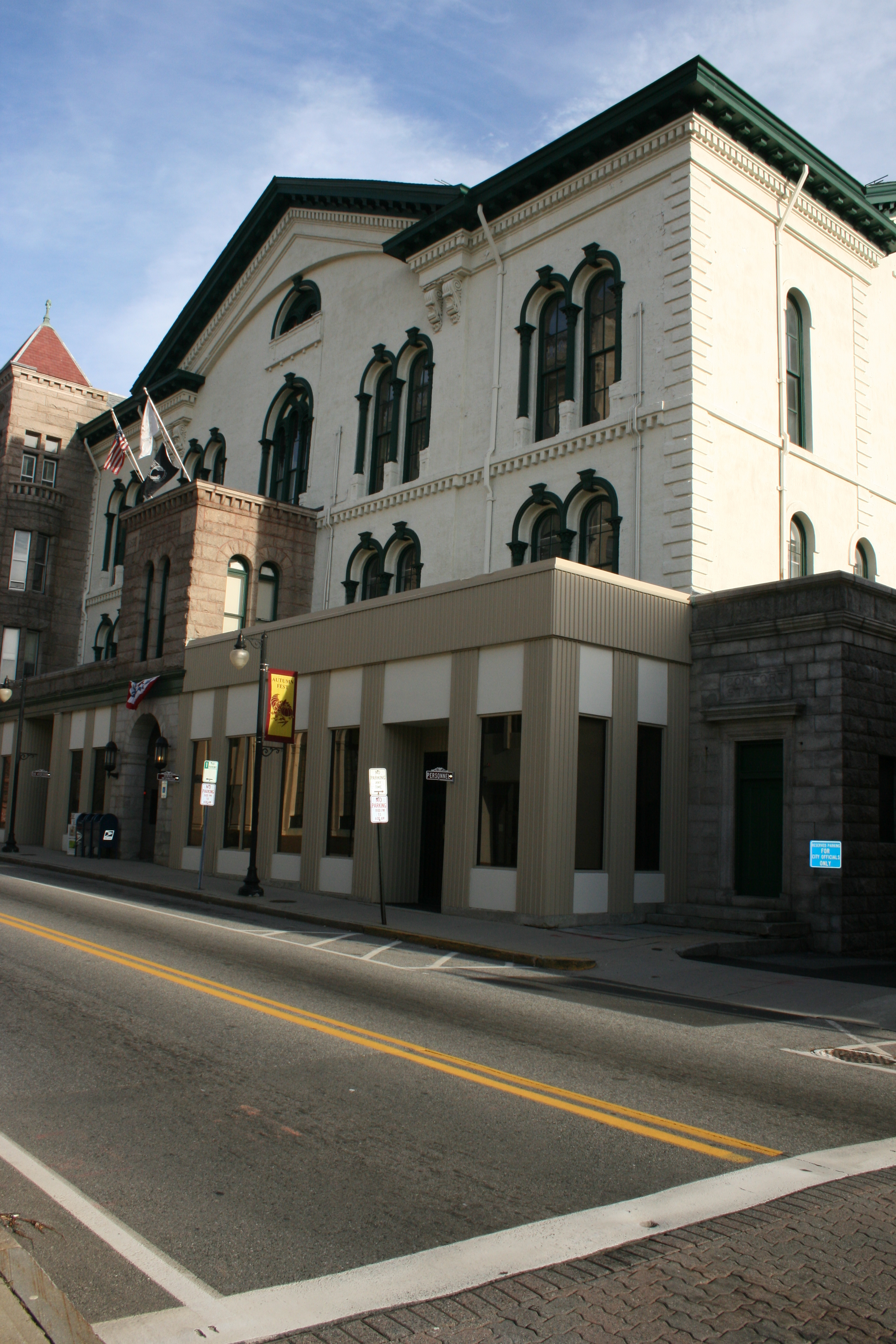
ウーンソケット市役所、1856年建設

以下は2010年の国勢調査による人口統計データである。
基礎データ
- 人口: 41,186 人

人種別人口構成
- 非ヒスパニック白人: 71.3%
- アフリカン・アメリカン: 6.4%
- ネイティブ・アメリカン: 0.4%
- アジア人: 5.4%
- 混血: 4.3%
- ヒスパニック・ラテン系: 14.2%

ウーンソケット市はプロビデンス大都市圏に属しており、都市圏人口は1,622,520 人である。
以下は2000年の国勢調査による人口統計データである。
| 基礎データ - 人口: 43,224 人 - 世帯数: 17,750 世帯 - 家族数: 10,774 家族 - 人口密度: 2,164.6人/km2（5,608.8 人/mi2） - 住居数: 18,757 軒 - 住居密度: 939.3軒/km2（2,433.9 軒/mi2） 人種別人口構成 - 白人: 83.14% - アフリカン・アメリカン: 4.44% - ネイティブ・アメリカン: 0.32% - アジア人: 4.06% - 太平洋諸島系: 0.03% - その他の人種: 4.86% - 混血: 3.14% - ヒスパニック・ラテン系: 9.32% | 年齢別人口構成 - 18歳未満: 25.8% - 18-24歳: 9.2% - 25-44歳: 30.0% - 45-64歳: 19.7% - 65歳以上: 15.2% - 年齢の中央値: 35歳 - 性比（女性100人あたり男性の人口） - 総人口: 91.2 - 18歳以上: 86.8 世帯と家族（対世帯数） - 18歳未満の子供がいる: 31.2% - 結婚・同居している夫婦: 39.4% - 未婚・離婚・死別女性が世帯主: 16.2% - 非家族世帯: 39.3% - 単身世帯: 32.7% - 65歳以上の老人1人暮らし: 12.5% - 平均構成人数 - 世帯: 2.37人 - 家族: 3.02人 | 収入と家計 - 収入の中央値 - 世帯: 30,819米ドル - 家族: 38,353米ドル - 性別 - 男性: 31,465米ドル - 女性: 24,638米ドル - 人口1人あたり収入: 16,223米ドル - 貧困線以下 - 対人口: 19.4% - 対家族数: 16.7% - 18歳未満: 31.3% - 65歳以上: 14.7% |

2013年3月、「ワシントン・ポスト」が、ウーンソケット市人口の3分の1は食料配給券を使っており、カード形式の困窮者用食料切符が支給される月は、地元商人が「いちかぱちか」のサイクルになると報じていた。
2000年国勢調査で、ウーンソケット市人口の46.1%はフランス系カナダ人の子孫としていた。市はアメリカ合衆国で最もフランス系の市であると言われている。

## 歴史的な場所
市内でアメリカ合衆国国家歴史登録財に指定されている建造物や地区は以下の通りである。
- 1761年マイルストーン
- アレン通り歴史地区

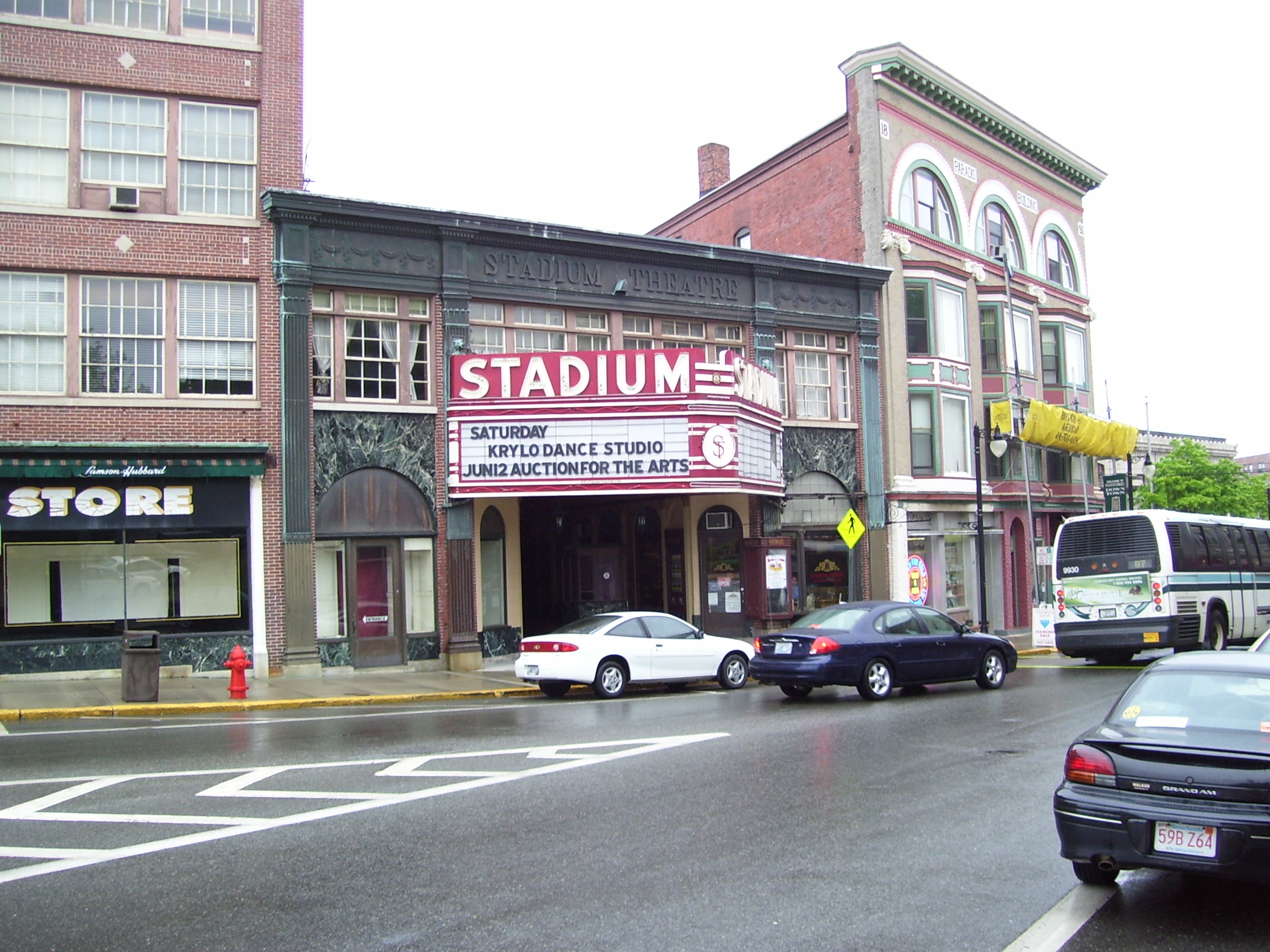
スタジアム・ビル

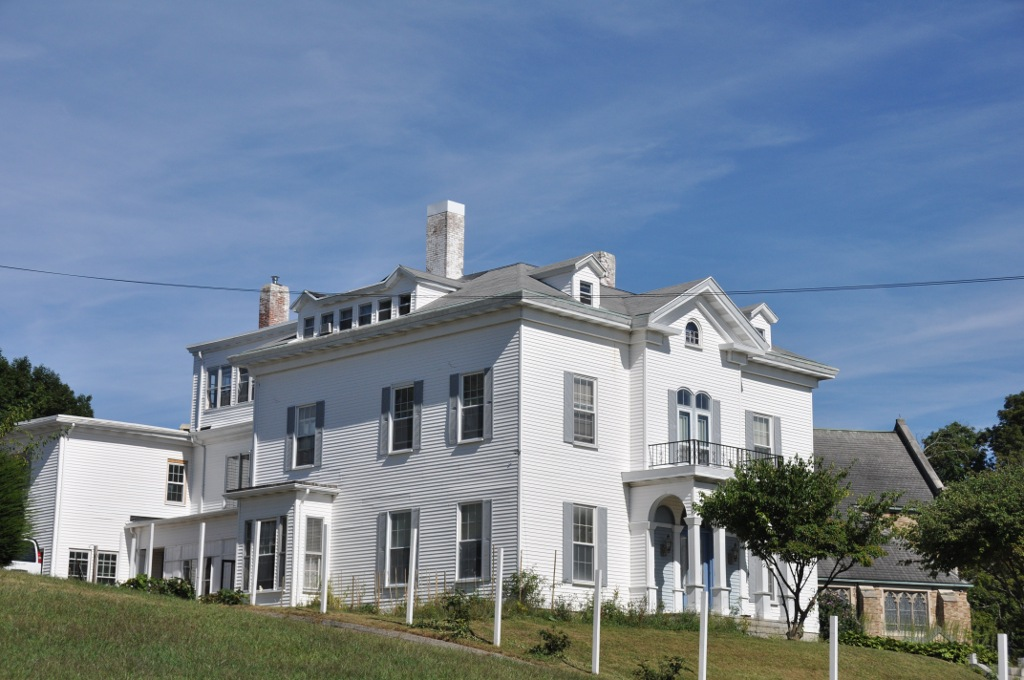
ノースエンド歴史地区

- アルフォンス・ゴーリン・ジュニア邸（1885年建設）
- バーノン・ウーステッド工場（1919年建設）
- カトーヒル歴史地区
- フランク・ウィルバー邸（1923年建設）
- グレナーク工場（1865年）
- グローブ通り小学校（1876年建設）
- ハノーラ工場（1827年建設）
- ハリス倉庫（1855年建設）
- ヘンリー・ダーリング邸（1865年建設）
- ホーナンのブロックとメインストリート112から114（1879年建設）
- ホープ通り学校（1899年建設）
- アイランドプレース歴史地区
- ジェンクス邸宅（1828年建設）
- ジョン・アーノルド邸（1712年建設）
- レグリーズ・デュ・プレシュー・サン（1873年建設）
- リントン・ブロック（1888年建設）
- ロジー邸（1729年建設）
- メインストリート歴史地区
- ノースエンド歴史地区
- フィルモント・ウーステッド会社工場（1919年建設）
- ポーシャー邸（1881年建設）
- スミス・バルー邸（1906年建設）
- スミスフィールド・フレンズ集会所、牧師館と墓地（1719年/1881年建設）
- 南メインストリート歴史地区
- セントアンドリュース・エピスコパル礼拝所（1894年建設）
- セントアンズ教会複合施設（1913年建設）
- セントチャールズ・ボロメオ教会複合施設（1867年建設）
- スタジアム・ビル（1925年建設）
- ユニオンビレッジ歴史地区
- ウーンソケット市役所（1856年建設）
- ウーンソケット南北戦争記念碑（1868年建設）
- ウーンソケット会社工場複合施設
- ウーンソケット駅前広場（1847年建設）
- ウーンソケット地区裁判所（1894年建設）
- ウーンソケットゴム会社工場（1857年建設）

## 著名な出身者

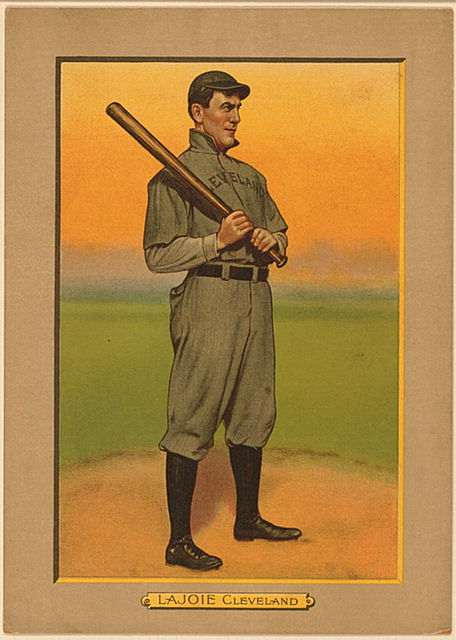
ナップ・ラジョイ、アメリカ野球殿堂入りのプロ野球選手

- ロッコ・バルデッリ、メジャーリーグベースボール選手、タンパベイ・レイズ他
- アイリーン・ファーレル、ソプラノ歌手
- ギャビー・ハートネット、メジャーリーグベースボール選手、シカゴ・カブス他
- ナップ・ラジョイ、メジャーリーグベースボール選手、フィラデルフィア・フィリーズ他
- デイブ・マッケンナ、ジャズ・ピアニスト